# Ортис Кабесас, Пабло
Па́бло Анто́нио Орти́с Кабе́сас (исп. Pablo Antonio Ortíz Cabezas; род. 8 июня 2000, Тумако, Нариньо) — колумбийский футболист, защитник клуба ДАК 1904.

## Клубная карьера
Ортис — воспитанник клуба «Америка Кали». 27 сентября 2020 года в матче против «Депортес Толима» он дебютировал в Кубке Мустанга. В своём дебютном сезоне Пабло помог команде выиграть чемпионат. В начале 2022 года Ортис на правах аренды перешёл в датский «Мидтьюлланн». По окончании аренды клуб выкупил трансфер игрока, подписав контракт на 5 лет. 

## Достижения
Клубные
 «Америка Кали»
- Победитель Кубка Мустанга — 2020